# Tramway de Bellegarde à Chézery
Le tramway de Bellegarde à Chézery est un ancien chemin de fer secondaire à voie métrique qui desservait les villes de Bellegarde-sur-Valserine, Lancrans, Confort, Montanges, Champfromier et Chézery-Forens dans le département de l'Ain en France.
Ouverte en 1912 pour désenclaver la vallée de la Valserine mais inaugurée seulement l'année suivante, la ligne ferme dès 1937 devant la concurrence du transport routier. Les ouvrages d'art franchissant la Valserine sont aménagés pour la circulation automobile et l'emprise de la voie transformée en sentier pédestre et cycliste.

## Historique

### Genèse du projet
Dès 1898, le conseil général de l'Ain souhaite la création d'une voie ferrée d'intérêt local pour désenclaver la vallée de la Valserine. La convention d'ouverture de la ligne est signée le 23 février 1906 entre le service des Ponts et Chaussées, le conseil général de l'Ain et Honoré Bergeron, entrepreneur de travaux publics à Bellegarde, dans le cadre des dispositions de la loi du 11 juin 1880 sur les voies ferrées d'intérêt local.
La ligne est déclarée d'utilité publique par une loi du 27 avril 1906.

### Travaux, ouverture et exploitation

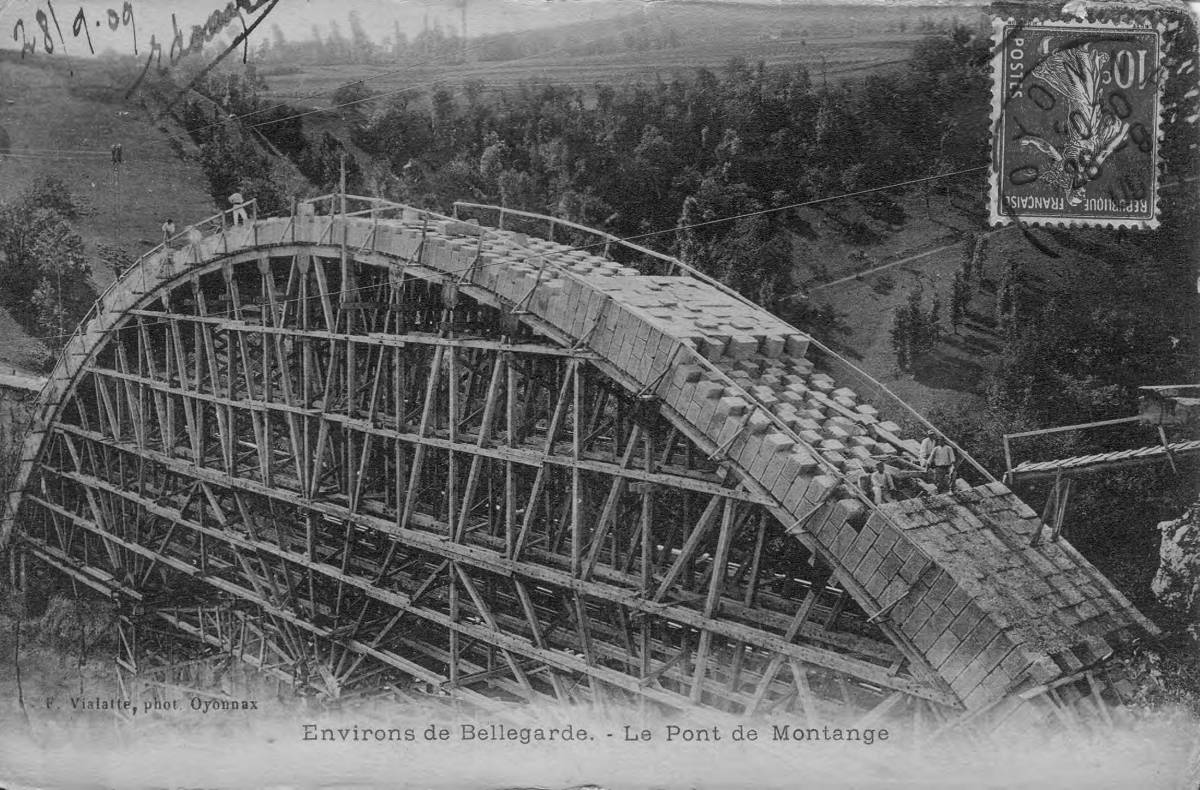
Construction du pont des Pierres.

Après la définition du tracé qui suscite des polémiques, les travaux peuvent commencer en 1907 mais les chantiers s'étalent sur plusieurs années, notamment en raison de la construction de grands viaducs franchissant la vallée encaissée de la Valserine.
La ligne, exploitée par la « Compagnie du chemin de fer d'intérêt local de Bellegarde à Chézery » (CFBC), est mise en service le 23 mars 1912 mais l'inauguration officielle n'a lieu que le 22 juin 1913. Outre les voyageurs, le tramway sert également au transport des marchandises.
Selon les horaires du Chaix de mai 1914, la ligne est parcourue par quatre convois par jour dans chaque sens, deux dans la matinée et deux dans l'après-midi. Il leur faut environ une heure et quarante minutes pour parcourir les 20 km de la ligne. Les horaires des convois excluent toute possibilité de croisement de rames sur cette ligne à voie unique, même si des évitements sont aménagés à cet effet.

### Fermeture
Face à la concurrence du trafic routier, le conseil général de l'Ain décide, le 1er mai 1937, de fermer la plus grande partie des lignes ferroviaires du département.
La dernière circulation du tramway, dont la fréquentation a baissé au fil des années, a lieu le 31 mai 1937 et la ligne est fermée dès le lendemain, remplacée par un service d'autocars.

## Infrastructure et matériel

### Ligne
| - Gare de Champfromier. - Gare de Chézery. |

Les stations et distances de taxation sont les suivantes :
- Bellegarde P.L.M ;
- Bellegarde-ville (+ 1 km) ;
- Lancrans (+ 3 km) ;
- Confort (+ 6 km) ;
- La-Mulaz (+ 7 km) ;
- Pont des Pierres : arrêt de la douane ;
- Montanges (+ 11 km) ;
- Prébasson (+ 12 km) ;
- Champfromier (+ 15 km) ;
- Forens (+ 19 km) ;
- Chézery (+ 20 km).

### Ouvrages d'arts

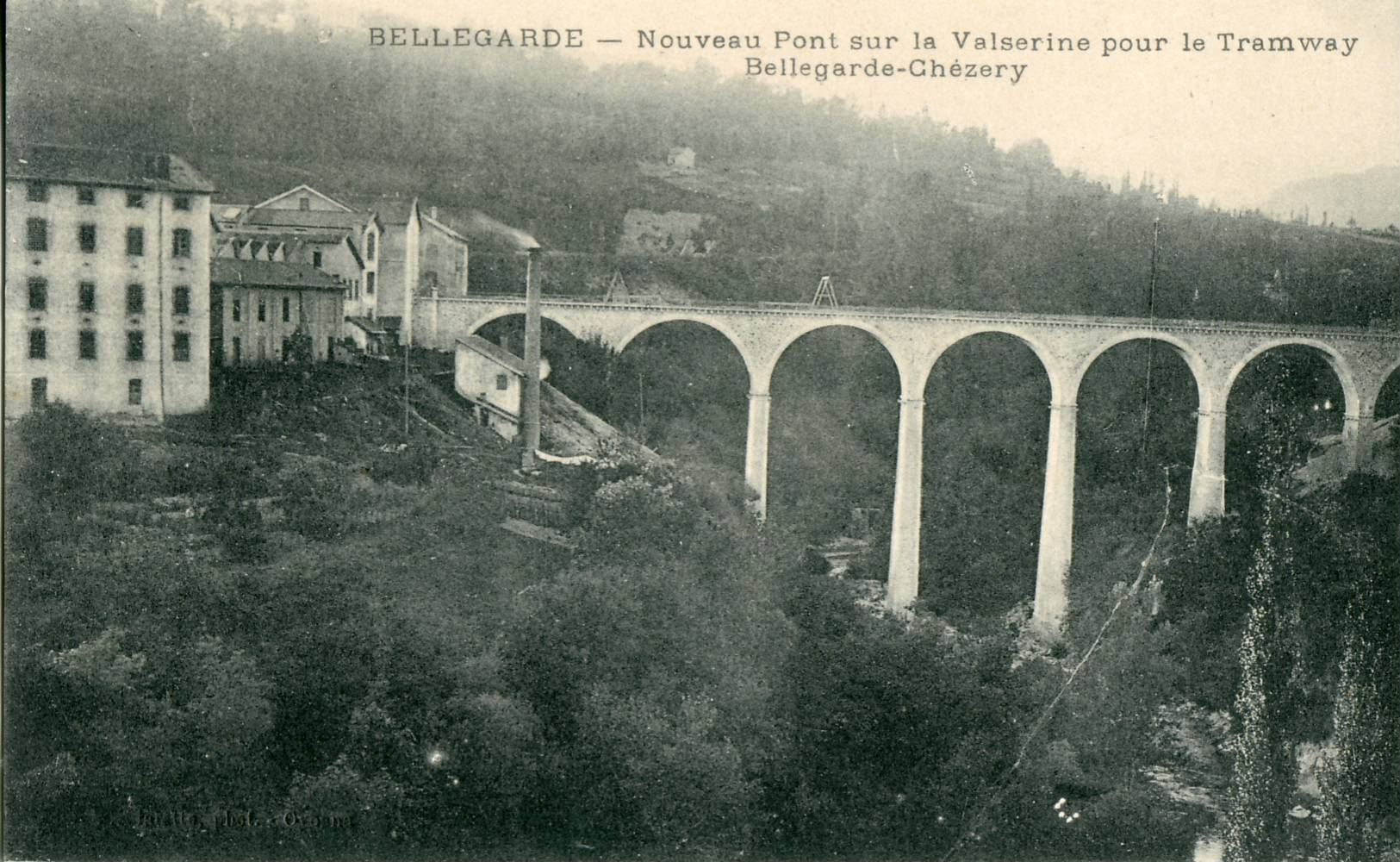
Viaduc de Bellegarde.

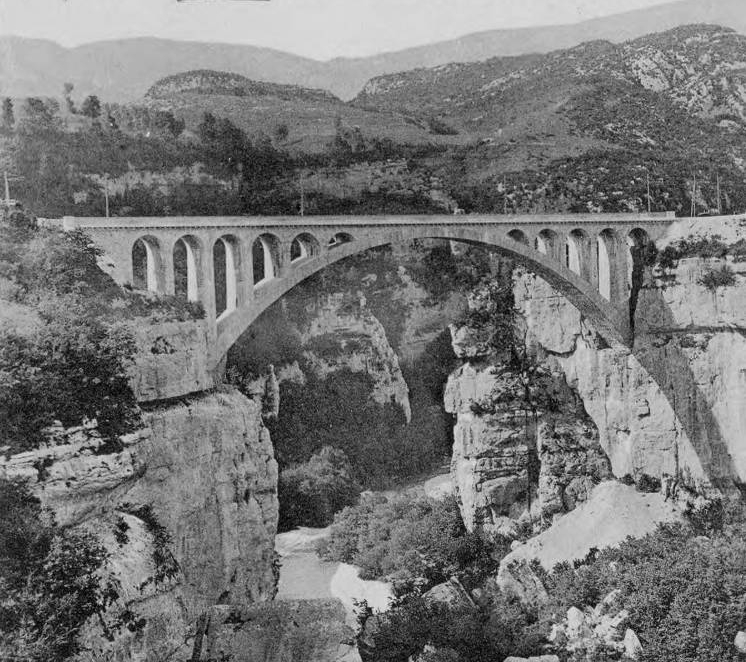
Pont des Pierres en 1910.

La ligne comprend plusieurs ouvrages d'art majeurs.
Le viaduc de Bellegarde, ou pont de la Valserine, enjambe la Valserine; haut de 44 m au maximum, il comporte sept arches en plein cintre de 18 m d'ouverture.
Le pont des Pierres est construit entre 1907 et 1909. Lors de son ouverture, il  marque la limite de la zone franche du pays de Gex. Long de 116 m, la portée de son arc approche les 80 m au-dessus de la Valserine. Dynamité en 1944 par la Résistance, il est reconstruit presque à l'identique mais en béton ; les travaux s'achèvent en 1957.
Le tunnel de Domplomb, à l'altitude de 660 m, est long de 77 m. Taillé dans la roche, il n'est pas parementé.
Une centrale hydroélectrique, établie sur la Valserine à Champfromier, alimente la ligne en électricité. Cette centrale, la première construite en France, est toujours en activité.

### Matériel roulant

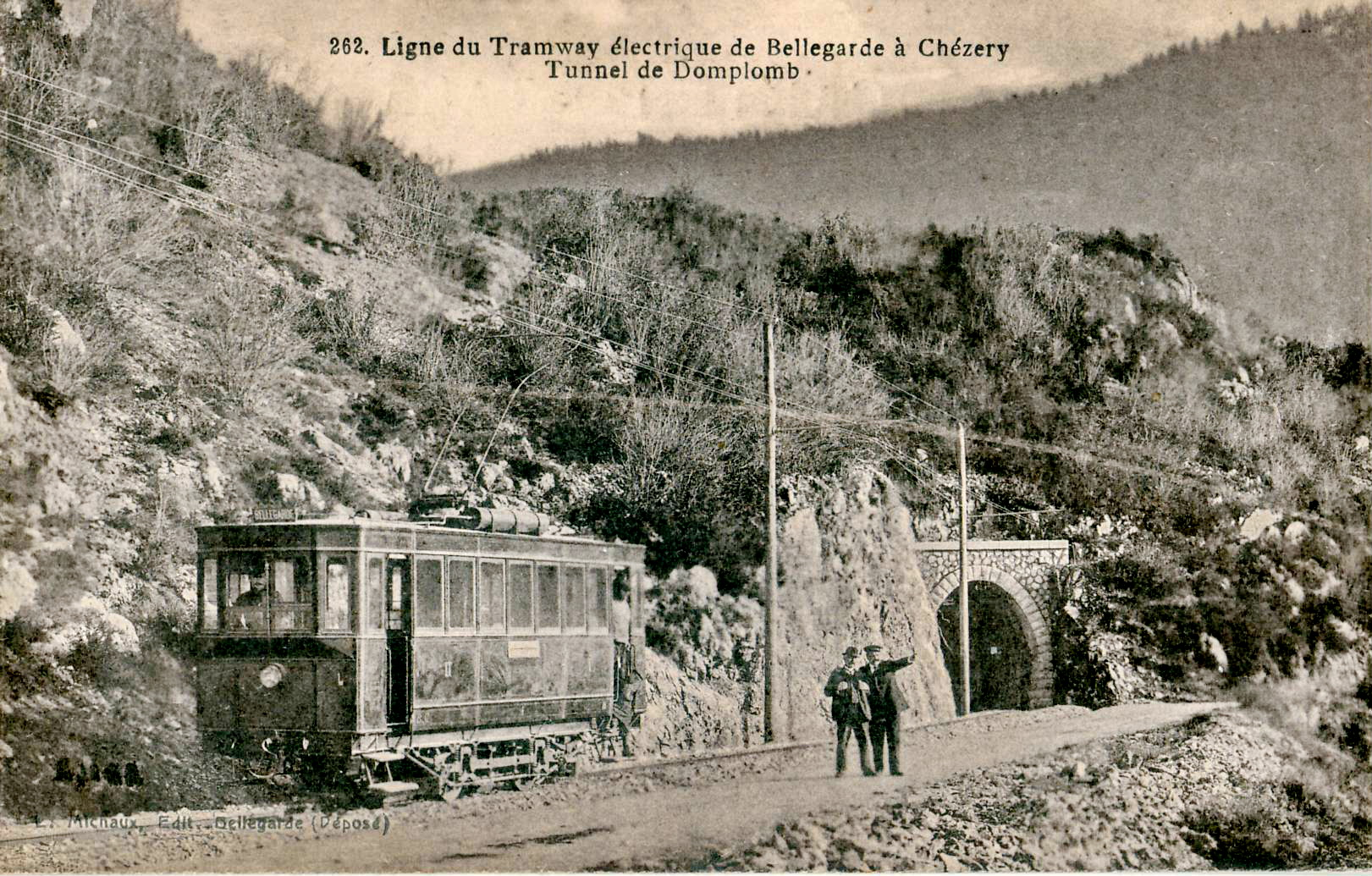
Automotrice Thomson-Houston sortant du tunnel de Domplomb.

Le matériel roulant est constitué de :
- trois automotrices Thomson-Houston à deux essieux,
- une automotrice Jeumont à bogies,
- trois remorques à essieux,
- dix-huit wagons de transport de marchandises.

## Vestiges et matériels préservés
Construit comme un pont mixte fer-route, le viaduc de Bellegarde supporte la D991.
Le pont des Pierres est transformé en pont routier après la fermeture de ligne, fonction qu'il conserve après sa reconstruction dans les années 1950 ; il est parcouru par la D14A.
L'ancienne voie est aménagée en 1991 en sentier pédestre et cycliste.
Aucun matériel roulant du tramway n'a été sauvegardé.